# Oculus Rift
Pour les articles homonymes, voir Oculus et Rift.
L’Oculus Rift est un casque de réalité virtuelle conçu par l'entreprise Oculus VR rebaptisée Meta Quest après son rachat par Facebook en 2014. Le projet est lancé en 2012 grâce à son financement réussi via la plate-forme Kickstarter. La mise sur le marché du produit commence en mars 2016,.
L'appareil se présente sous la forme d'un masque recouvrant les yeux et attaché au visage par une sangle fermée à l'arrière du crâne. Un écran plat numérique est placé à quelques centimètres en face des yeux, perpendiculairement à l'axe du regard. Cet écran affiche une image stéréoscopique déformée numériquement pour inverser la distorsion optique créée par deux lentilles situées en face de chaque œil, dans le but d'augmenter le champ visuel et la définition en face de la fovéa,,. L'écran est placé sur le plan focal de ces lentilles, de telle sorte que l'image virtuelle ainsi créée se trouve projetée à l'infini. Divers capteurs permettent de détecter les mouvements de tête de l'utilisateur, ce qui permet d'adapter en temps réel l'image projetée sur l'écran, afin de produire l'illusion d'une immersion dans la scène restituée.

## Historique
Palmer Luckey, jeune hobbyiste américain et détenteur d'une large collection de masques de réalité virtuelle, conçoit l'Oculus Rift en 2012. Insatisfait de l’expérience de jeu offerte par ses masques, il entreprend de construire son propre système en assemblant différentes parties, et rend compte de ses progrès sur un forum internet. John Carmack, qui fréquentait ce forum à l'époque, parcourt le fil de discussion, se montre intrigué et contacte directement Palmer Luckey. Compte tenu de la réputation de Carmack, Luckey lui envoie immédiatement une version de son prototype. Carmack s'avère emballé par l'engin, et y porte très rapidement la troisième édition de son jeu Doom 3.
Luckey fonde alors l'entreprise Oculus VR avec quelques investisseurs et entrepreneurs de l'industrie vidéo ludique, dont Brendan Iribe. Grâce à une campagne de financement sur Kickstarter, l'entreprise parvient à produire environ 7 500 kits de développement expédiés dans le monde entier.
Présenté lors de différents salons en 2013, par exemple au Consumer Electronic Show en janvier 2013, ou au Games Convention en août 2013, le périphérique a été encensé par les critiques qui, pour beaucoup, y ont vu la nouveauté la plus enthousiasmante de l'industrie.
En décembre 2013, la société Andreessen Horowitz est séduite et croit en la nouvelle version de l'Oculus Rift, et investit 75 millions de dollars dans la société Oculus VR.
Le 25 mars 2014, Facebook acquiert Oculus VR pour un montant estimé à 2 milliards de dollars (constitué de 400 millions de dollars en espèces et d'1,6 milliard en actions Facebook). Un montant additionnel de 300 millions de dollars en espèces est prévu, sous réserve qu'Oculus atteigne certains jalons technologiques à court terme[Lesquels ?]

### Version développeur

#### Kit de développement 1(DK1)
Le Kit Développeur (aussi appelé developer kit ou DK1) est la version initiale financée par la campagne Kickstarter. Cette version de l'Oculus Rift a été distribuée à partir de mars 2013 avec pour objectif de permettre aux développeurs de concevoir des premiers jeux et applications destinés à la réalité virtuelle.
Ce Kit Développeur dispose d'un écran 7 pouces 1 280 × 800 pixels (soit 640 × 800 pixels par œil). La reconnaissance des mouvements est cadencée à 1 000 Hz et se fait sur 3 axes grâce à un gyroscope, un accéléromètre et un magnétomètre. Il pèse 379 grammes. En décembre 2013, les DK1 sont toujours vendus sur le site officiel d'Oculus VR pour 300 $, au 1er janvier 2014 on recense environ 40 000 DK1 vendus.

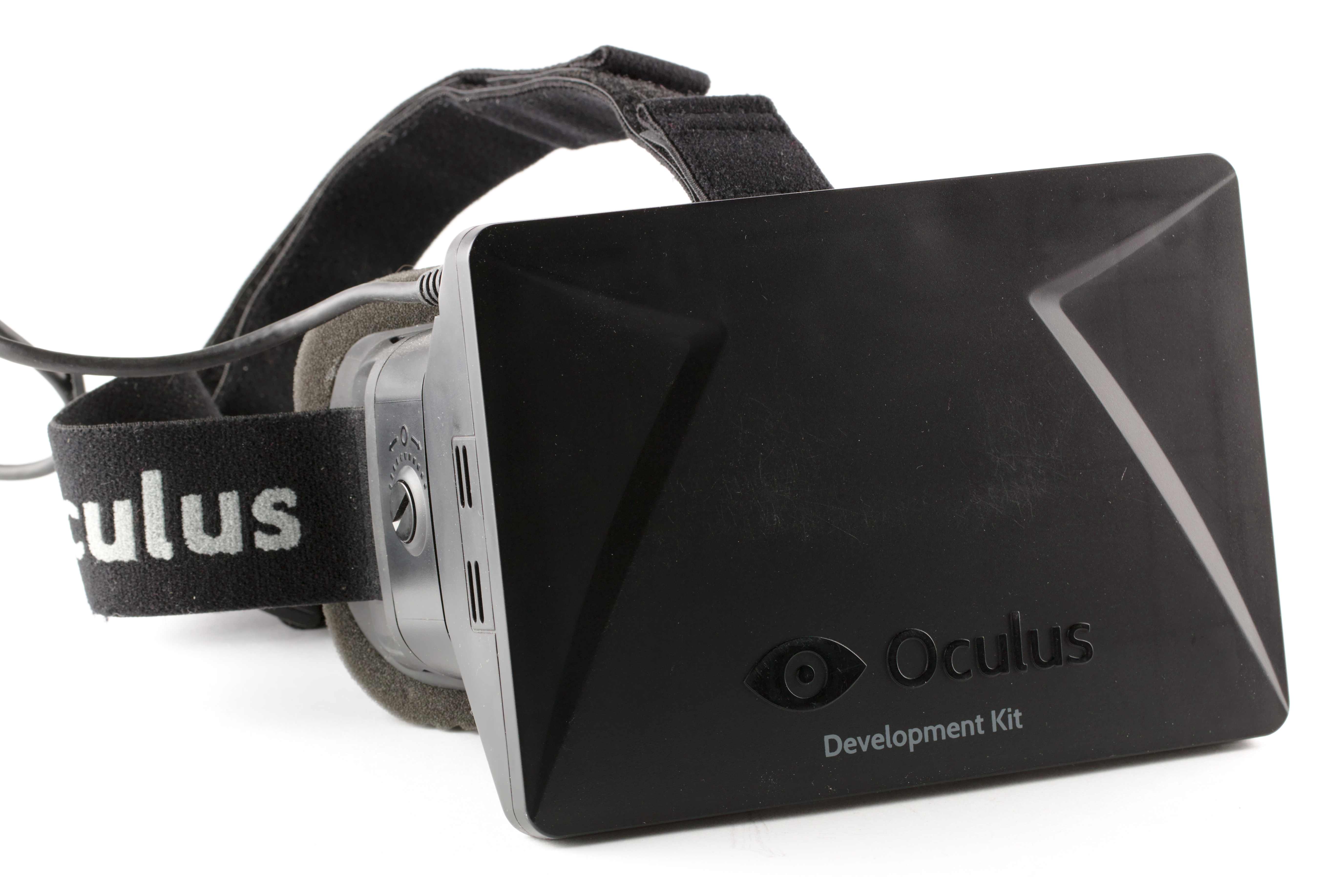
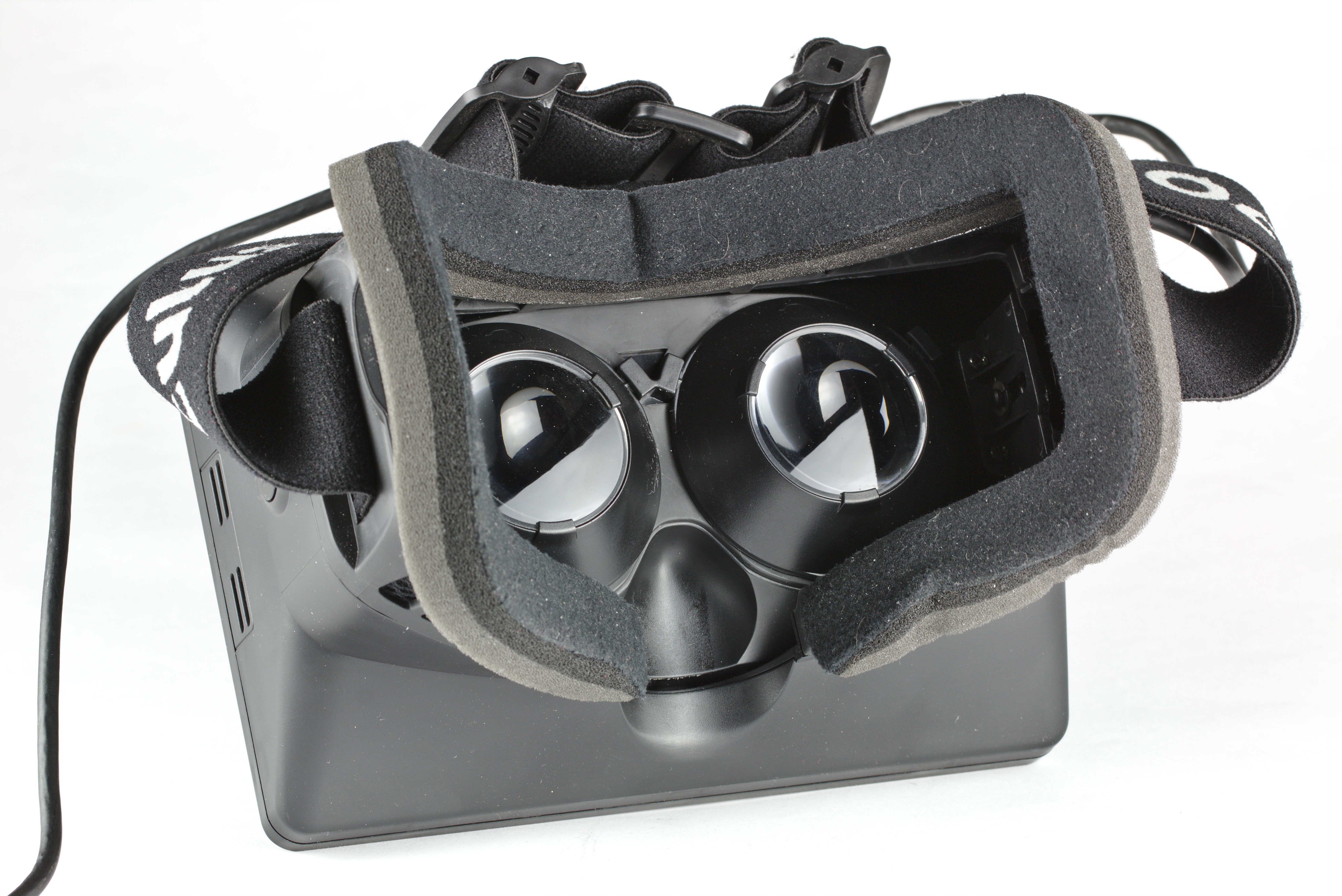
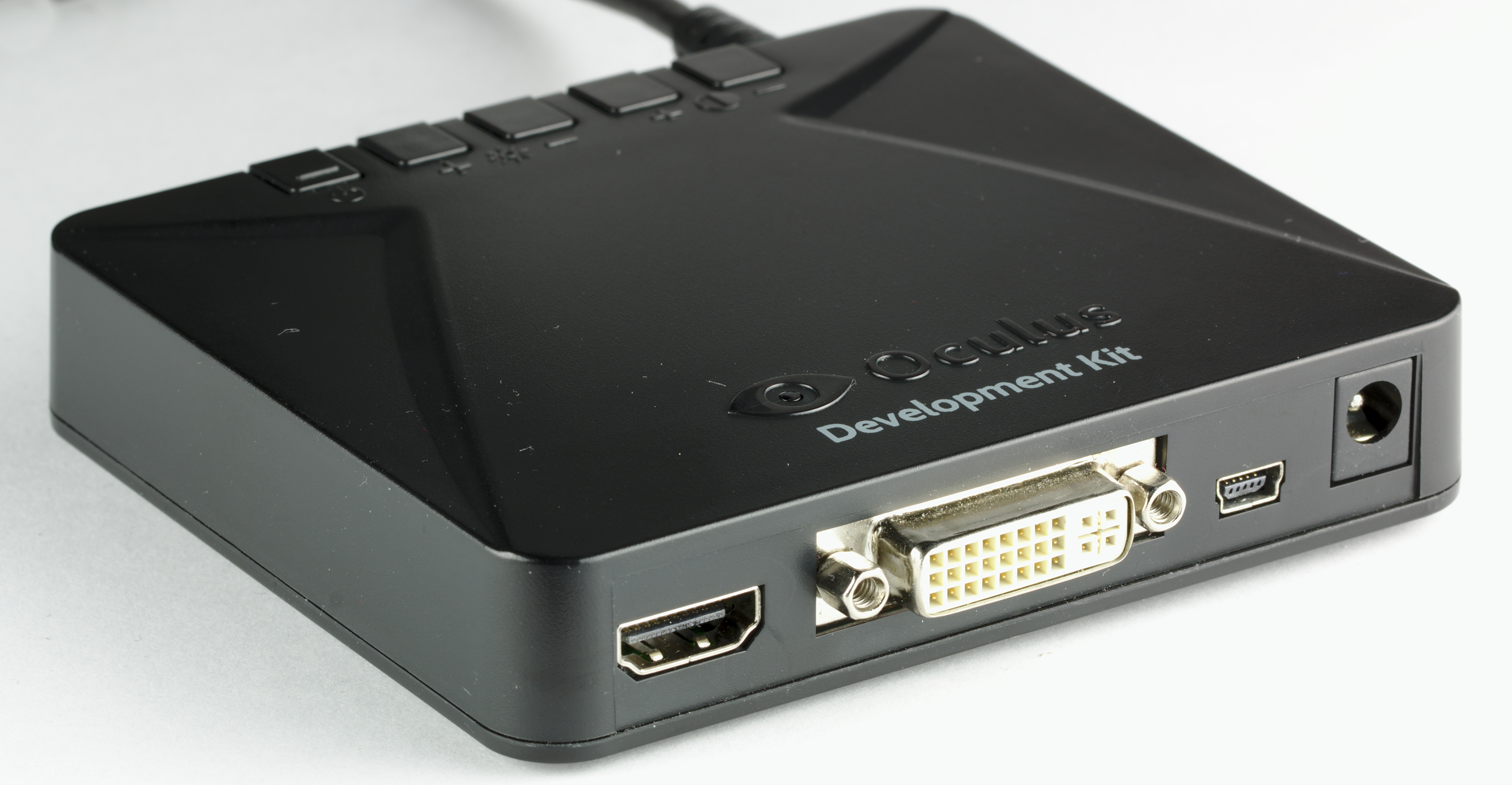

#### Cristal Cove
Le Cristal Cove est le nom d'une version révisée du kit de développement d'Oculus Rift.

#### Kit de développement 2(DK2)
Le 18 octobre 2013, une seconde version du developer kit (DK2) est annoncée. Cette version intègre les dernières avancées réalisées sur réductions de vibration et du flou cinétique, sur les détections de mouvement et la nouvelle résolution de l'écran, à savoir une dalle full HD de 1080p. Il existe d'ores et déjà quelques prototypes fabriqués à la main et exposés lors de l'E3 2012 permettant de voir la nette amélioration de l'image avec la full HD. Les premiers DK2 vendus en pré-commande officielle au prix de 350 $ sont finalement livrés à partir de la semaine du 14 juillet 2014.

#### Crescent Bay
En septembre 2014, lors du salon Oculus Connect, le Crescent Bay, la 2e version prototype de l'Oculus Rift est présenté. Les principales nouveautés sont sa plus grande légèreté, une nouvelle technologie d'affichage, une reconnaissance à 360° et un casque audio intégré.

### Version commerciale 1
La version finale de l'Oculus Rift est sortie courant du premier trimestre 2016.
Le suivi positionnel qui permettra une détection des mouvements complète sur six degrés de liberté est confirmé.
Par ailleurs, l'écran ne sera pas à cristaux liquides mais à diodes électroluminescentes organiques (OLED). De plus, sa résolution devrait être en 1200p à 90fps.
Pour pouvoir profiter du casque, une carte graphique ayant une sortie HDMI 1.3 directe à 296 MHz sera requise. Les ordinateurs portables, étant majoritairement équipé d'une carte graphique intégré où la sortie HDMI n'est pas directement reliée à celle-ci, ne seront pas compatible. Deux ports USB3.0 devront aussi être disponibles sur l'ordinateur (le CV1 fonctionne tout de même cependant sur USB 2.0).
Lors du CES 2015, il a été révélé que la future version commerciale serait équipée de la technologie audio binaurale, utilisant les HRTF, permettant une spatialisation 3D du son en fonction des mouvements de tête. Lié aux capteurs de mouvements, le casque audio permettra une immersion encore plus totale avec des sons pouvant arriver de plusieurs directions (une spatialisation du son). Des brevets ont également été déposés sur la forme, la matière, les composants électroniques, etc.
La pré-commande de l'Oculus Rift a commencé le 6 janvier 2016 et il est fourni avec lui un contrôleur Xbox One, Lucky's Tale et (précommande seulement) EVE: Valkyrie.
Il est présenté au prix de 699 euros en France (741 en comptant les frais d'envoi) et 599 dollars aux États-Unis.
Oculus Rift est proposé à la vente de détail en France depuis le 20 septembre 2016 auprès de la Fnac et sur Amazon.fr.
Malgré un prix de vente moins élevé que son concurrent le HTC Vive, le coût d'achat d'un équipement est sensiblement identique entre les deux casques puisqu'il faudra ajouter 200 euros pour se procurer les manettes Oculus Touch.

### Version commerciale 2: Rift S
Le Rift S est une évolution de la première version commerciale. Il est sorti le 21 Mai 2019 en simultanée avec la nouvelle approche autonome d'Oculus (sans nécessité d'être branché à un ordinateur), l'Oculus Quest. Il se différencie par l'usage d'un seul écran LCD de 2 560 × 1 440 pixels (1 280 × 1 440 pixels par œil) avec un taux de rafraichissement maximum de 80 Hz. À la suite de ce changement, il n'est plus possible d'ajuster mécaniquement l'IPD (distance qui sépare les deux yeux). Il adopte également un nouveau système de tracking, utilisant cinq caméras intégrées au lieu des capteurs externes, pour se repérer dans l'espace et suivre le mouvement des contrôleurs. Le système d'attache change aussi et devient similaire à celui du PlayStation VR. Les écouteurs ne se posent plus sur les oreilles, mais sont intégrés à l'arceau.

## Matériel

### Écran et lentilles

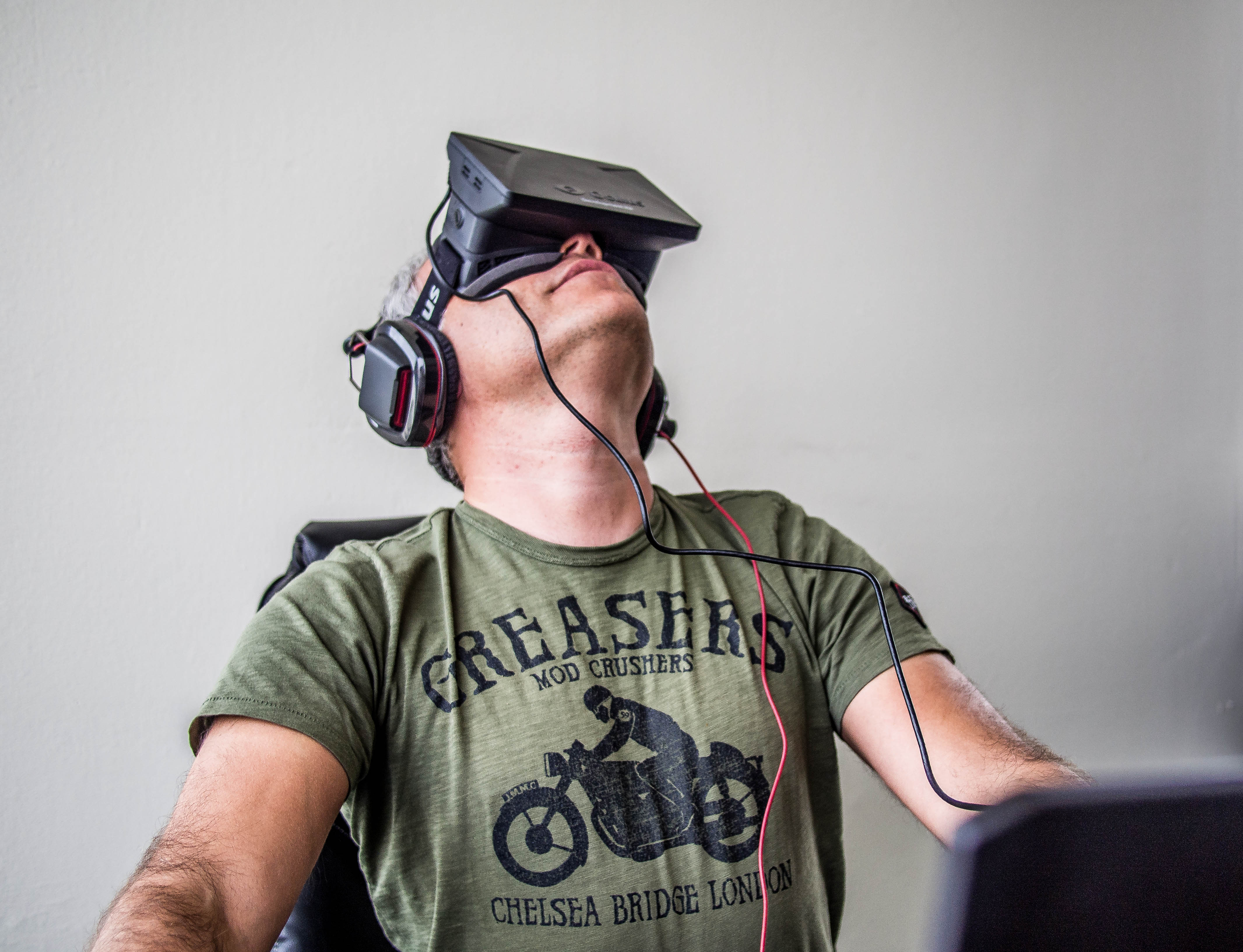
Sergey Orlovskiy, fondateur de Nival Interactive, utilisant un Oculus Rift.

Le premier prototype de l'appareil utilisait un écran de 5,6 pouces mais après un Kickstarter extrêmement rentable, Oculus VR a déterminé que l'écran n'était pas disponible dans des quantités suffisantes. Le design a évolué vers un écran de 7 pouces ce qui rend le kit de développement plus massif que les premiers prototypes.
La densité de pixels étant supérieure, l'effet de grille (ou screen-door effect en anglais) est réduit, et permet aux pixels d'être moins visibles. Le LCD est plus lumineux et affiche une profondeur couleur de 24 bits par pixel. L'écran 7 pouces élimine la superposition totale des deux images. Bien que la vision humaine se superpose légèrement, l'Oculus affiche une vision très proche de la réalité.
L'angle de vue vertical est supérieur à 90°, et supérieur à 110° horizontalement, soit plus du double des champs de vision des produits concurrents[réf. nécessaire]. L'Oculus est conçu pour remplir au maximum le champ visuel de l’utilisateur tout en bloquant la lumière extérieure pour créer une bonne immersion. L'image pour chaque œil est affichée sur l'écran avec une distorsion en coussinet, puis corrigée par la lentille pour créer une image sphérique pour chaque œil.
Le casque possède une vis de chaque côté permettant de rapprocher la lentille de l’œil au maximum. Le kit de développement inclut trois sets de lentilles permettant de s'adapter à l'acuité visuelle de l'utilisateur. L'écart dit interpupillaire (entre chaque pupille) est directement géré par le logiciel ou le driver.

### Latence
Le temps de réponse du nouvel écran est plus court, réduisant à la fois la latence et le flou cinétique induits par une rotation rapide de la tête. Les premiers prototypes de Hillcrest Labs utilisaient un traqueur 3DOF normalement cadencé à 125 Hz, toutefois, il fut cadencé à 250 Hz grâce à un nouveau logiciel commandé par John Carmack, la latence du suivi de mouvement étant vitale pour le réalisme du système. Le nouveau traqueur de réalité augmenté monté sur l'Oculus est cadencé à 1 000 Hz. Il résulte de la combinaison d'un gyroscope 3 axes, d'un accéléromètre et d'un magnétomètre.

### Connecteur et alimentation[31]
La version développeur possède des ports DVI et HDMI placés sur le boîtier de contrôle, elle est fournie avec les câbles correspondants ainsi qu'un adaptateur DVI vers HDMI. Une interface USB est utilisée pour transmettre les données de mouvement et alimenter le casque, supprimant potentiellement le besoin en alimentation. Toutefois, l'alimentation d'un USB étant légèrement inférieure à la puissance nécessaire, une alimentation est également fournie.

### Poids
Le poids du casque est de 379 g, ce qui représente un gain de 20 g avec le nouvel écran, le système audio n'est provisoirement pas intégré dans le casque, « We are working on integrating audio solutions, so you don’t have to wear bulky headphones ».

### Oculus Touch
Les contrôleurs Oculus tactiles sont une paire de contrôleurs utilisés pour le Rift fonctionnel dans certains jeux VR — sont des miroirs de l'autre — un contrôleur dans chaque main. Ces dispositifs sont légers, les contrôleurs de mouvement sans fil comportent un joystick, les boutons, et deux gâchettes — une pour la saisie et l'autre pour la prise de vue ou le tir.
Les contrôleurs sont suivis dans l'espace 3D par le système Constellation, de sorte que l'utilisateur les voit dans la réalité virtuelle répondant à leurs homologues du monde réel, donnant à l'utilisateur la sensation de présence de ses mains dans l'espace virtuel, mais ils nécessitent un capteur LED IR supplémentaire, qui est inclus.
L’Oculus Touch dispose également d'un système de détection de mouvements du doigt agissant lors de la tenue des contrôleurs. Cela permet à l'utilisateur d'effectuer des actions comme positionner les pouces vers le haut ou pointer vers des objets ou d'autres utilisateurs dans la réalité virtuelle.
Oculus Touch n'est pas inclus avec le Rift dans un premier temps, et sera vendu séparément, sortant au second semestre 2016.

### Capteur Oculus
Le capteur Oculus se sert d'une série de LED infrarouges afin de retranscrire les mouvements de l'utilisateur dans l'environnement VR[source secondaire souhaitée]. Dans un premier temps, un seul capteur suivait les mouvements de l'utilisateur. Celui-ci devait ainsi rester assis en face du capteur Oculus. L'utilisation d'un deuxième capteur n'a été possible qu'après le lancement des contrôleurs Oculus Touch, donnant à l'utilisateur l'occasion d'user de ses mains dans l'environnement VR. Un véritable tracking room-scale ne sera proposé par Oculus qu'à partir de 2017. Ainsi, un troisième capteur positionné derrière l'utilisateur permet un tracking à 360 degrés.[réf. souhaitée]

## Logiciel

### Oculus Home
L'Oculus Home est un environnement de réalité virtuelle, par défaut de l'Oculus Rift lors de sa connexion à l'ordinateur. Il permet à l'utilisateur de lancer des applications VR.
C'est un hub social où l'utilisateur peut voir les jeux que possèdent ses amis et s'ils sont connectés à la plateforme. C'est aussi un magasin d'achat de jeu compatible avec l'Oculus Rift.
L'Oculus Home permet de garantir un fonctionnement du jeu avec le périphérique Oculus Rift, il donne aussi des indications sur le niveau de cinétose provoquée par le jeu. Les utilisateurs peuvent noter les jeux sur cette plateforme[réf. non conforme].

### Logiciel d'Oculus VR, SDK (Software Development Kit)

Images par seconde et latence.

Les jeux et plateformes de jeux doivent être conçus spécifiquement pour fonctionner avec l'Oculus Rift. Oculus VR met un kit de développement (SDK) à disposition des développeurs pour intégrer l'Oculus à leurs jeux. Le SDK comprend du code, des exemples ainsi que de la documentation. Selon Oculus VR, l'intégration commencera sur PC et smartphone en premier lieu et sur console dans un second temps. Depuis son introduction, beaucoup de développeurs ont travaillé sur son intégration.
Epic Games, les créateurs de l'Unreal Engine, ont annoncé qu'ils intégreraient un support Oculus dans leur moteur de jeu. David Helgason, PDG de Unity Technologies, a annoncé un support pour l'Oculus avec le moteur de jeu Unity.

### Logiciels tiers
Il existe plusieurs types de support pour l'Oculus, chacun avec son fonctionnement et son propre prix.

#### Vireio Perception
Ainsi plusieurs titres sont jouables gratuitement via le logiciel pilote open source de Vireio Perception VR. De nouveaux jeux sont ajoutés régulièrement, parmi eux on peut citer : Left 4 Dead, Skyrim, Portal 2, Half Life 2 ou encore BioShock.
Vireio Perception 2.0 fut le premier driver de réalité virtuelle à supporter la manipulation de la caméra du moteur graphique (« VRBoost »), le dimensionnement de l'affichage, et l'outil d'analyse B.R.A.S.S.A. Entre autres, Vireio promet une qualité quasi-native, une latence minimale, un support pour contrôleur de jeu et des fonctionnalités avancées permettant de personnaliser ses profils de jeu.

#### VorpX
Une autre option pour jouer aux jeux déjà existants est le driver commercial VorpX qui a listé une liste de jeux compatibles DirectX 9, 10 et 11. Tous les rendus DirectX 9 et 10 actuels[Quand ?] sont basés sur la technologie 2D+Depth, et le rendu en double caméra est supporté pour les jeux DirectX 9. Voici quelques exemples de jeux supportés : BioShock Infinite, Fallout 3, Skyrim, Flight Simulator X.

#### Tridef
Le driver commercial Tridef est également disponible avec son support de 3D stéréoscopique pour l'Oculus. Voici quelques compatibilités annoncées[Quand ?] : BioShock 2, Crysis, Fallout 3, Skyrim, Metro 2033. Tridef est toutefois actuellement[Quand ?] limité aux jeux DirectX 9.

## Effets indésirables
L'utilisation de l'Oculus Rift peut induire une cinétose, parfois appelée mal de la réalité virtuelle.
L'acuité du malaise ressenti semble dépendre d'une part de l'utilisateur, car certaines personnes s'avèrent plus vulnérables que d'autres, et d'autre part de la nature du jeu utilisé : la cinétose est minime lorsque le joueur est mis dans une situation où il est supposé être fixe lors de ses déplacements (simulation assise dans un véhicule, déplacements par téléportations au lieu de glissements).
Oculus VR espère réduire ou annuler toute cinétose en ajoutant le suivi positionnel de la tête, et en réduisant au minimum le temps de latence entre le mouvement de la tête et l'émission d'un photon sur l'écran (motion to photon delay).
Certains jeux provoquent davantage de cinétose que d'autres.
Afin de s'habituer, il faut commencer par des jeux provoquant peu de cinétose, puis on peut augmenter le panel de jeux à jouer, au fur et à mesure que le corps s'habitue,.
Enfin, l'effet de cinétose est aussi très dépendant des performances de l'ordinateur (surtout au niveau de la qualité de la carte graphique, de la quantité de RAM disponible et bien sûr, de la vitesse de calcul du processeur) pour une fluidité maximale, mais aussi le jeu dans la présentation afin de ne pas placer le joueur dans une contradiction trop forte avec les habitudes programmées dans le cerveau (mouvements trop rapides, flashs d'images, etc.).

## Soutien
L'Oculus Rift reçoit le soutien d'un nombre non négligeable de figures de l'industrie vidéoludique, dont :
- John Carmack : cofondateur de id Software et chef des programmes Wolfenstein 3D, Doom et Quake ; directeur de la technologie pour Oculus VR[48].
- Gabe Newell : cofondateur et PDG de Valve[49].
- Cliff Bleszinski : ancien designer pour Epic Games sur les séries Unreal et Gears of War.
- Michael Abrash : Quake développeur et auteur « Zen of Assembly Language ».
- Tim Sweeney : fondateur d'Epic Games et développeur du jeu ZZT et programmeur du moteur Unreal Engine.
- Chris Roberts : créateur des séries Wing Commander, Freelancer et de Star Citizen.
- Markus Persson : chef designer et ancien chef développeur de Minecraft[50]. Persson a montré son enthousiasme envers l'appareil dès 2012, mais juste après l'annonce de l'acquisition d'OculusVR par Facebook, il a annoncé l'annulation du support de l'appareil sur Minecraft[51].
- David Helgason : PDG d'Unity Technologies, développeur du moteur de jeu Unity.
- Shuhei Yoshida : président de Sony Interactive Entertainment Worldwide Studios[52].
- Masahiro Sakurai : directeur des séries Kirby, Super Smash Bros. et de Kid Icarus: Uprising.
- Dean Hall : concepteur de DayZ.
- CCP : créateurs de Eve Online.

## Jeux compatibles
Team Fortress 2 fut le premier jeu à intégrer un support de l'Oculus Rift, il est actuellement[Quand ?] activable via une ligne de commande pour les kits de développement. Le second titre supportant l'Oculus a été Museum of the Microstar qui fut publié en avril 2013. Half-Life 2 fut le troisième, et Hawken le quatrième ; cela a été mis en valeur lors de la campagne Kickstarter, et Oculus l'a utilisé en tant que démo au GDC. Doom 3 BFG Edition devait être le premier jeu à supporter l'Oculus Rift ; toutefois, l'éditeur n'a pas souhaité suivre les modifications apportées à ce dernier.
The Gallery: Six Elements (en) est le premier jeu annoncé comme étant conçu spécifiquement pour la réalité virtuelle et l'Oculus Rift, plutôt que pour intégrer un support. Considéré comme important car beaucoup de jeux ne sont pas optimisés pour la réalité virtuelle, au niveau des affichages, des scènes coupées, des menus, des vues à la troisième personne, des mouvements rapides ou encore de la non-représentation de son propre corps.
Parmi les simulateurs de vol, DCS World, War Thunder et IL-2 Sturmovik: Great Battles sont compatibles VR. De nombreux jeux de Simracing sont également compatibles : Project CARS 1 et 2, Assetto Corsa, Raceroom Racing Experience, Gran Turismo Sport
John Carmack, anciennement chez id Software, a déclaré qu'il mettrait le cycle de développement du Rift en parallèle avec celui de Doom 4 pour s'assurer de son bon fonctionnement à la sortie de ce dernier. Star Citizen, le RPG et simulateur spatial de Chris Roberts (créateur de Wing Commander et Freelancer) est réalisé avec le support Oculus. Un autre jeu de simulation spatiale, Elite: Dangerous sera compatible avec l'Oculus Rift comme c'est le cas de la version alpha du jeu sortie début 2014. D'après David Braben, concepteur du jeu, environ 10 % des joueurs de la version alpha jouent avec le kit de développement de l'Oculus Rift.
X-Plane supporte l'Oculus Rift nativement depuis sa version 11.20 (ainsi que d'autres casques de VR).

## Secteur militaire
Le secteur militaire s'intéresse également à l'Oculus Rift, notamment pour ses capacités de réalité virtuelle immersive. À la différence de périphériques spécialement destinés à des usages militaires, comme le Q-Warrior (en), les Oculus Rift trouvent leurs usages militaires via des applications spécialement conçues.
Les forces armées norvégiennes sont les premières à avoir utilisé les Oculus Rift dans le cadre de leurs entraînements. Combiné à des caméras placées à l'extérieur d'un char d'assaut, le dispositif permet aux pilotes équipés d'Oculus Rift de disposer d'une vue à 360 degrés des contours du tank tout en ayant l'écoutille du blindé fermée.
Les forces armées des États-Unis mais également les forces armées britanniques ont également fait preuve de leur intérêt pour les Oculus Rift durant l'année 2014. Les premiers en font un usage avant tout destiné à sensibiliser les soldats aux attaques informatiques en créant un environnement permettant de « naviguer dans le cyberespace ». Les seconds utilisent quant à eux les Oculus Rift afin de simuler la réalité du terrain et ainsi entraîner les médecins militaires.

## Popularité sur internet
L'Oculus Rift, lorsqu'il était disponible uniquement dans sa version de kit de développement, faisait l'objet d'un certain engouement populaire qui se manifestait notamment sur YouTube. Par exemple, une vidéo intitulée My 90 year old grandmother tries the Oculus Rift est devenue virale avec plus de 2,5 millions de vues,,.
Toujours sur YouTube, certaines vidéos montrent que l'Oculus Rift peut s'appliquer à d'autres supports que les jeux vidéo, notamment la visualisation de films dans un cinéma virtuel,, ou encore le portage de l'application web streetview.